# Amethist

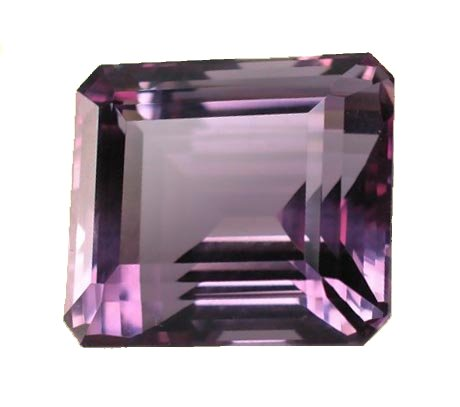
Geslepen amethist

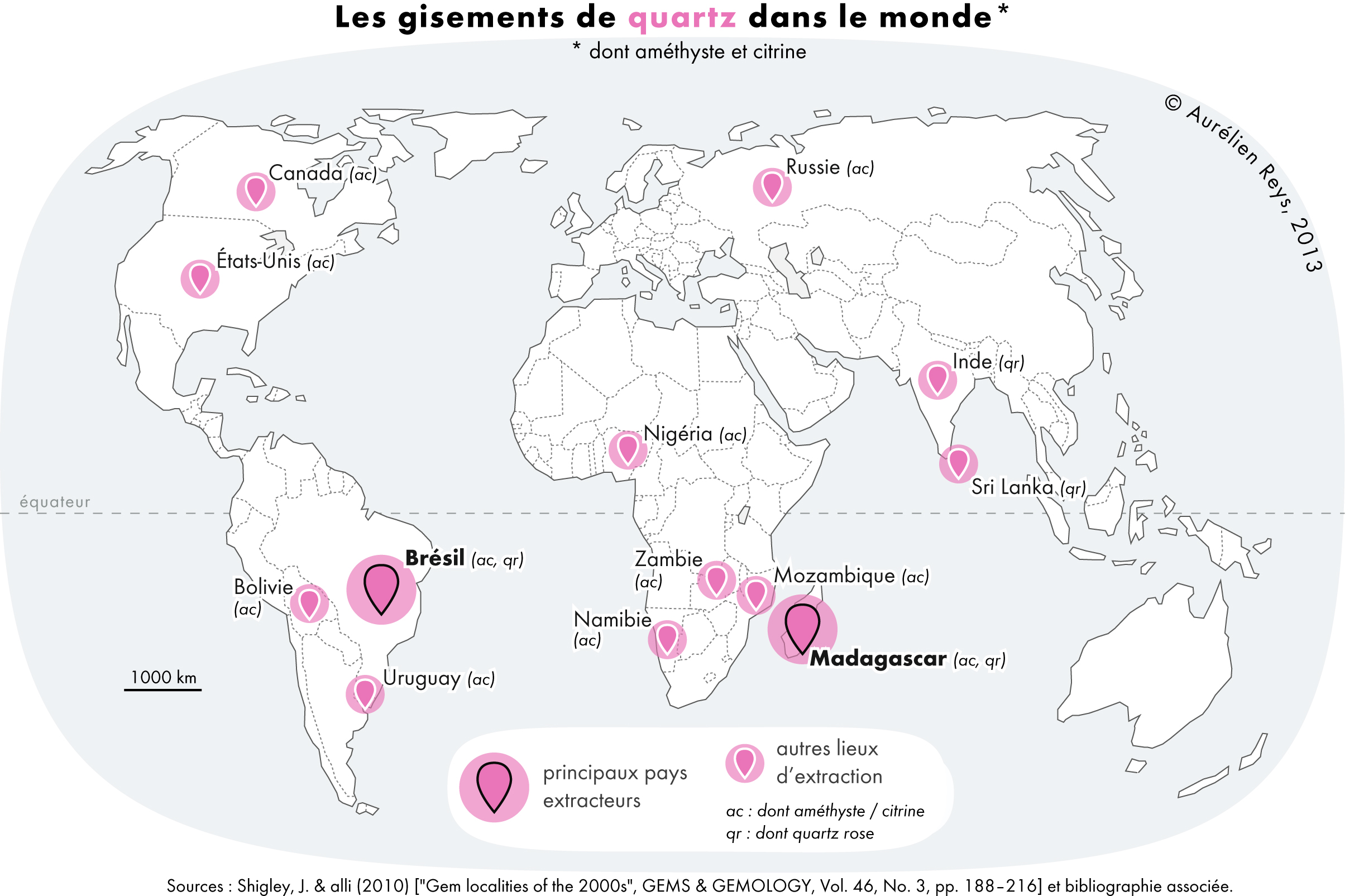
Amethist producerende landen

Amethist is een violette variëteit van kwarts SiO2 en is de bekendste steen uit de groep mineralen kwarts. De naam komt van het Oudgriekse ἀμέθυστος, amethustos. Dat komt van μεθύω, methúô, dat dronken zijn betekent. Amethist was reeds bekend bij de Egyptenaren, Etrusken en Romeinen en Plinius de Oudere heeft amethist al beschreven. 
Amethist werd in het oude China in kleine gemmen gesneden. In de middeleeuwen werd amethist ook in Europa zeer gewaardeerd. Hij werd bisschopsteen genoemd, omdat het vroeger een geliefde edelsteen was voor kerkelijke hoogwaardigheidsbekleders. Het was het symbool van de verliefden, de steen van matigheid, beschermer tegen magie en hekserij. Bij Jacob van Maerlant is de verklaring te vinden dat de steen dronkenschap voorkomt. Men neemt aan dat de Griekse naam 'tegen de roes' betekent en het idee was dat men niet dronken werd van wijn die uit een beker wordt gedronken van amethist.
Er is in het British Museum een unieke geslepen steen van 343 karaat. Andere, kleinere stenen wegen minder en komen meestal uit Brazilië. Het Smithsonian Institution in Washington D.C. heeft een geslepen amethist uit Brazilië van 1362 karaat en een uit North Carolina van 202,5 karaat. Amethisten werden vaak in staatsjuwelen gebruikt, zoals de scepter van Catharina de Grote en de scepter van de Britse Kroon.
De beste soorten worden gefacetteerd of cabochon geslepen, de andere getrommeld of tot kunstnijverheidsproducten verwerkt.

## Ontstaan
Amethist  ontstaat in metamorf gesteente, in hydrothermale en alluviale afzettingen. De kristallen groeien steeds op een onderlaag. De prisma's zijn vaak zwak ontwikkeld en daardoor overheersen de kristalspitsen, hier is ook de kleur het krachtigste. Deze gedeelten worden er afgeklopt, dat wil zeggen voor verder gebruik afgebroken. Door branden bij een temperatuur tussen 470 en 750 graden ontstaan lichtgele, roodbruine, groene of kleurloze variëteiten. Er bestaan amethisten die bij daglicht geleidelijk verbleken, maar met radiumbestraling is de oorspronkelijke kleur weer te herstellen. De kleur wordt veroorzaakt door ijzer in combinatie met ioniserende straling. Bij kunstlicht is amethist minder mooi. Amethist vormt maar zelden grotere zuivere kristallen.

## Voorkomen
Er zijn in Brazilië afzettingen van amethist. Het wordt vooral in de staat Rio Grande do Sul gewonnen, met de stad Ametista do Sul als de belangrijkste producent, en in tweede instantie in Bahia. Brazilië is de grootste steenproducent ter wereld. Er wordt in Bolivia ametrien gewonnen, een amethist-citrien, waarbij violet en geel zich afwisselen, met een scherpe overgang tussen de kleuren. Er zijn in de wereld behalve Brazilië veel verschillende vindplaatsen van amethist.

## Synthetisch en imitatie amethist
Synthetische amethist wordt in laboratoria gemaakt via technieken zoals hydrothermale groei en heeft vrijwel dezelfde eigenschappen als natuurlijke amethist, maar er bestaan ook imitaties, vaak gemaakt van gekleurd glas, plastic of behandeld kwarts.
Het onderscheid tussen natuurlijke, synthetische en imitatiestenen is niet altijd zichtbaar met het blote oog. Specialisten gebruiken technieken zoals spectroscopie, microscopisch onderzoek naar insluitsels en UV-lichttests om de oorsprong van een steen te bepalen. Voor zekerheid bij aankoop is het verstandig om een betrouwbare verkoper te kiezen of een gemmoloog te raadplegen.
|  |  |

## Lijsten
- Lijst van mineralen